# Rorippa chubutica
Rorippa chubutica là một loài thực vật có hoa trong họ Cải. Loài này được (O.E. Schulz) Mart.-Laborde miêu tả khoa học đầu tiên năm 1999.